# Europa-Fira (métro de Barcelone)
Europa | Fira est une station des lignes 8 et 9 du métro de Barcelone.

## Situation sur le réseau
La station se situe sous la place de l'Europe (Plaça Europa), sur le territoire de la commune de L'Hospitalet de Llobregat. Elle s'intercale entre les stations Gornal et Ildefons Cerdà de la ligne Llobregat - Anoia des Chemins de fer de la généralité de Catalogne (FGC), et les stations Fira et Can Tries | Gornal de la ligne 9.

## Histoire
La station ouvre sur la ligne 8 le 13 mai 2007, vingt après l'enfouissement de la ligne, puis le 12 février 2016 sur la ligne 9, devenant ainsi la quatrième station de l'histoire du métro de Barcelone à assurer une correspondance directe entre deux lignes de la TMB et de la FGC, après Catalunya/Plaça de Catalunya, Espanya/Plaça d'Espanya et Diagonal/Provença, et la première de l'histoire à garder le même nom sur les deux réseaux.

## Services aux voyageurs

### Accès et accueil
La station de la ligne 8 dispose de deux voies et deux quais latéraux. La ligne 9 bénéficie de deux voies et deux quais, superposés et équipés de portes palières.

### Intermodalité
La station permet la correspondance avec les lignes suburbaines et régionales de l'infrastructure Llobregat - Anoia.

## À proximité
- Fira de Barcelona